# سيلفيا نافارو
     لشخصية أخرى تحمل اسم سيلفيا نافارو، طالع سيلفيا نافارو (توضيح).

سيلفيا نافارو (بالإسبانية: Silvia Navarro) مواليد 14 سبتمبر 1976 في ولاية غواناخواتو، المكسيك، هي ممثلة مكسيكية.

## وصلات خارجية
- سيلفيا نافارو على موقع IMDb (الإنجليزية)
- سيلفيا نافارو على موقع ألو سيني (الفرنسية)
- سيلفيا نافارو على موقع قاعدة بيانات الفيلم (الإنجليزية)
- Official Website of Silvia Navarro نسخة محفوظة 19 يوليو 2019 على موقع واي باك مشين.